# Chuck Weyant
Charles William Weyant, detto Chuck (St. Marys, 3 aprile 1923 – Springfield, 23 gennaio 2017), è stato un pilota automobilistico statunitense.
Iscritto a 7 500 Miglia di Indianapolis tra il 1952 ed il 1961, corse la famosa gara americana 4 volte, conquistando come miglior risultato un 12º posto nell'edizione 1955.
Ebbe inoltre una fortunata carriera nella categoria Midget car.
Tra il 1950 e il 1960 la 500 Miglia faceva parte del Campionato Mondiale, per questo motivo Weyant ha all'attivo anche quattro Gran Premi in Formula 1.

## Risultati in Formula 1
| 1952 | Scuderia     | Vettura |  |    |  |  |  |  |  |  |  |  |  | Punti | Pos. |
| ---- | ------------ | ------- |  | -- |  |  |  |  |  |  |  |  |  | ----- | ---- |
| 1952 | Pipe Fitters | Koehnle |  | NQ |  |  |  |  |  |  |  |  |  | 0     |      |

| 1954 | Scuderia    | Vettura    |  |    |  |  |  |  |  |  |  |  |  | Punti | Pos. |
| ---- | ----------- | ---------- |  | -- |  |  |  |  |  |  |  |  |  | ----- | ---- |
| 1954 | Park Motors | Silnes 500 |  | NQ |  |  |  |  |  |  |  |  |  | 0     |      |

| 1955 | Scuderia            | Vettura           |  |  |    |  |  |  |  |  |  |  |  | Punti | Pos. |
| ---- | ------------------- | ----------------- |  |  | -- |  |  |  |  |  |  |  |  | ----- | ---- |
| 1955 | Federal Engineering | Kurtis Kraft 3000 |  |  | 12 |  |  |  |  |  |  |  |  | 0     |      |

| 1957 | Scuderia                                      | Vettura                                                         |  |  |    |  |  |  |  |  |  |  |  | Punti | Pos. |
| ---- | --------------------------------------------- | --------------------------------------------------------------- |  |  | -- |  |  |  |  |  |  |  |  | ----- | ---- |
| 1957 | Central Excavating/Pete Salemi Jim Robbins NQ | Kurtis Kraft 500C (Q) Kuzma Indy Roadster (G) Kurtis Kraft 500G |  |  | 14 |  |  |  |  |  |  |  |  | 0     |      |

| 1958 | Scuderia         | Vettura |  |  |  |     |  |  |  |  |  |  |  | Punti | Pos. |
| ---- | ---------------- | ------- |  |  |  | --- |  |  |  |  |  |  |  | ----- | ---- |
| 1958 | Dunn Engineering | Dunn    |  |  |  | Rit |  |  |  |  |  |  |  | 0     |      |

| 1959 | Scuderia  | Vettura           |  |     |  |  |  |  |  |  |  |  |  | Punti | Pos. |
| ---- | --------- | ----------------- |  | --- |  |  |  |  |  |  |  |  |  | ----- | ---- |
| 1959 | Roy McKay | Kurtis Kraft 500G |  | Rit |  |  |  |  |  |  |  |  |  | 0     |      |

| Legenda | 1º posto     | 2º posto | 3º posto    | A punti         | Senza punti/Non class.  | Grassetto – Pole position Corsivo – Giro più veloce |
| Legenda | Squalificato | Ritirato | Non partito | Non qualificato | Solo prove/Terzo pilota | Grassetto – Pole position Corsivo – Giro più veloce |